# Pépito Pavon
Ignacio Pavón, conocido futbolísticamente como Pépito Pavon (Madrid, 12 de febrero de 1941-La Ciotat, 15 de octubre de 2012), fue un futbolista francoespañol que jugó en la posición de centrocampista.

## Trayectoria
Formado en la étoile sportive La Ciotat, Pépito Pavon jugó en el Olympique de Marsella de 1960 a 1964 como centrocampista. Luego se unió a su club de entrenamiento donde terminó su carrera en 1974.
Murió en octubre de 2012 en la ciudad de La Ciotat, a la edad de 71 años..
Es padre del también futbolista Michel Pavon.
| Año       | Club                   | País    | Partidos | Goles |
| --------- | ---------------------- | ------- | -------- | ----- |
| 1960-1964 | Olympique de Marseille | Francia | 50       | 3     |
| 1964-1974 | ÉS La Ciotat           | Francia |          |       |